# Medal Jubileuszowy Pamiątkowy dla Cywilnych Funkcjonariuszów Państwowych
Medal Jubileuszowy Pamiątkowy dla Cywilnych Funkcjonariuszów Państwowych (niem. Jubiläums-Erinnerungsmedaille für Zivilstaatsbedienstete) – austriackie i austro-węgierskie odznaczenie.

## Historia
Medal Jubileuszowy Pamiątkowy dla Cywilnych Funkcjonariuszów Państwowych (według innej wersji: Medal Jubileuszowy dla Urzędników i Sług Cywilnych) został ustanowiony w 1898 z okazji 50. rocznicy objęcia tronu cesarza przez Franciszka Józefa I. Na awersie brązowego medalu widniała podobizna cesarza oraz napis „FRANC IOS. I. D. G. IMP. AUSTR REX BOH. ETC. AC AP REX HUNG.” (rozwinięcie: Franciszek Józef I, cesarz Austrii, król Czech itd., apostolski król Węgier), na rewersie inskrypcja „SIGNUM MEMORIAE” (na pamiątkę) umieszczona pośród wieńca laurowego oraz daty „MDCCCXLVIII – MDCCCXCVIII” (1848 – 1898). Medal został ustanowiony w jednym rodzaju. Był noszony na wstążce biało-czerwonej.